# Let’s Dance (Lied)
Let’s Dance ist ein Lied von David Bowie. Es erschien im März 1983 als Single sowie auf dem gleichnamigen Album und handelt vom Tanzen mit einem Liebhaber. Sowohl das Lied wie auch das ganze Album wurde von Nile Rodgers produziert, der für den funkigen Sound verantwortlich zeichnete. Stevie Ray Vaughan spielte bei diesem Song die Leadgitarre.

## Geschichte
Die Single löste in den Charts den Duran-Duran-Hit Is There Something I Should Know? von Platz fünf ab, zwei Wochen später kletterte sie für drei Wochen auf Platz eins in den UK Top 40. Auch in den Billboard Hot 100 erreichte sie Platz eins. Dies war neben Fame am 20. September 1975 die einzige transatlantische Nummer-eins-Platzierung in Bowies Karriere.
Das offizielle Musikvideo wurde in Port Jackson, Australien gedreht und zeigt ein Aborigine-Paar, das gegen den westlichen Kulturimperialismus kämpft. Das Video wurde von Bowie als „sehr einfache, sehr direkte“ Erklärung gegen Rassismus beschrieben. Regisseur des Videoclips war David Mallet.
Das Lied wurde regelmäßig bei der Serious Moonlight Tour (der Name stammt von einer Textzeile aus Let’s Dance), der Glass Spider Tour und der Sound+Vision Tour gespielt.

## Mitwirkende
Produzent:
- Nile Rodgers

Mitwirkende Musiker:
- David Bowie – Gesang
- Stevie Ray Vaughan – Leadgitarre
- Nile Rodgers – Rhythmusgitarre
- Carmine Rojas – Bass
- Omar Hakim – Schlagzeug
- Robert Sabino – Keyboards, Klavier
- Mac Gollehon – Trompete
- Robert Aaron, Stan Harrison – Saxophon
- Steve Elson – Baritonsaxophon
- Sam Figueroa – Percussion
- Erdal Kizilcay – Synth-Bass

## Kommerzieller Erfolg

### Chartplatzierungen
| ChartsChartplatzierungen       | Höchstplatzierung | Wochen |
| ------------------------------ | ----------------- | ------ |
| Deutschland (GfK)              | 2 (23 Wo.)        | 23     |
| Österreich (Ö3)                | 2 (15 Wo.)        | 15     |
| Schweiz (IFPI)                 | 1 (13 Wo.)        | 13     |
| Vereinigte Staaten (Billboard) | 1 (20 Wo.)        | 20     |
| Vereinigtes Königreich (OCC)   | 1 (18 Wo.)        | 18     |

| ChartsJahrescharts (1983)      | Platzierung |
| ------------------------------ | ----------- |
| Deutschland (GfK)              | 19          |
| Österreich (Ö3)                | 16          |
| Schweiz (IFPI)                 | 10          |
| Vereinigte Staaten (Billboard) | 18          |
| Vereinigtes Königreich (OCC)   | 4           |

### Auszeichnungen für Musikverkäufe
| Land/Region                  | Auszeichnungen für Musikverkäufe (Land/Region, Auszeichnung, Verkäufe) | Verkäufe  |
| ---------------------------- | ---------------------------------------------------------------------- | --------- |
| Frankreich (SNEP)            | Gold                                                                   | 500.000   |
| Italien (FIMI)               | Gold                                                                   | 25.000    |
| Kanada (MC)                  | Platin                                                                 | 100.000   |
| Neuseeland (RMNZ)            | 2× Platin                                                              | 60.000    |
| Spanien (Promusicae)         | Gold                                                                   | 30.000    |
| Vereinigte Staaten (RIAA)    | Gold                                                                   | 1.000.000 |
| Vereinigtes Königreich (BPI) | Gold (Physisch) · + 2× Platin (Digital)                                | 1.700.000 |
| Insgesamt                    | 5× Gold · 5× Platin ·                                                  | 3.415.000 |

Hauptartikel: David Bowie/Auszeichnungen für Musikverkäufe

## Coverversionen und Sample-Verwertungen
- 1988: Tina Turner feat. David Bowie (Liveversion, im Jahr 1985 aufgenommen)
- 1997: Puff Daddy feat. The Notorious B.I.G. & Mase (Been Around the World)
- 1997: Atrocity
- 1999: Overdose
- 2000: Second Skin
- 2002: Peace Brothers
- 2003: M. Ward
- 2004: Classic Rock String Quartet
- 2005: Mu$kat vs. David Bowie
- 2006: The Futureheads
- 2007: Craig David (Hot Stuff (Let’s Dance))
- 2007: Ibiza Voice feat. Gee Moore
- 2007: Hi_Track
- 2008: Dr. Kucho (Groovers Delight)
- 2010: The Magnets, Album Gobsmacked